# Іво Клець
Іво Клець (словац. Ivo Klec; нар. 28 листопада 1980) — колишній словацький тенісист.
Найвищу одиночну позицію світового рейтингу — 184 місце досяг 21 серпня 2006, парну — 190 місце — 13 червня 2011 року.
Завершив кар'єру 2018 року.

## Титули в одиночному розряді
| Легенда (одиночний розряд) |
| Великий шлем (0)           |
| Tennis Masters Cup (0)     |
| Серія Мастерс ATP (0)      |
| Тур ATP (0)                |
| Челленджери (0)            |
| Ф'ючерси (14)              |

| Ранг | Дата              | Турнір       | Покриття | Суперник у фіналі    | Рахунок            |
| 1.   | 21 квітня 2003    | Mishref      | Тверде   | Мохаммад Гаріб       | 3–6, 6–4, 6–4      |
| 2.   | 28 квітня 2003    | Mishref      | Тверде   | Флорін Мерджа        | 3–6, 6–3, 6–4      |
| 3.   | 5 травня 2003     | Mishref      | Тверде   | Флорін Мерджа        | 6–4, 6–4           |
| 4.   | 16 серпня 2004    | Енсхеде      | Ґрунт    | Жерон Массон         | 6–3, 6–1           |
| 5.   | 28 березня 2005   | Рабат        | Ґрунт    | Адам Хадай           | 6–4, 6–7(4–7), 6–4 |
| 6.   | 14 листопада 2005 | Гран-Канарія | Ґрунт    | Руї Мачадо           | 6–3, 6–3           |
| 7.   | 13 липня 2009     | Дамаск       | Тверде   | Садік Кадір          | 6–0, 6–1           |
| 8.   | 3 серпня 2009     | Ottershaw    | Тверде   | Морґан Філліпс       | 6–4, 6–3           |
| 9.   | 30 березня 2010   | Мобіл        | Тверде   | Ґреґ Уеллетт         | 6–1, 6–4           |
| 10.  | 24 листопада 2010 | Хартум       | Ґрунт    | Алдін Шеткич         | 6–2, 6–2           |
| 11.  | 1 грудня 2010     | Хартум       | Ґрунт    | Алдін Шеткич         | 6–3, 7–5           |
| 12.  | 27 вересня 2013   | Mishref      | Тверде   | Маркус Вілліс        | 3–6, 6–1, 6–4      |
| 13.  | 21 грудня 2013    | Доха         | Тверде   | Нілс Лотсма          | 6–1, 4–6, 6–3      |
| 14.  | 20 грудня 2014    | Ломе         | Тверде   | Хайме Пульгар Гарсія | 2–6, 7–6(7–4), 6–2 |